# 피아노로마노
피아노로마노(이탈리아어: Fiano Romano)는 이탈리아 라치오주 로마현에 위치한 코무네다. 배우 사브리나 페릴리가 태어난곳이다.

## 지리

### 위치
피아노 로마노(Fiano Romano)는 사비나(Sabina)와 분리되는 테베레(Tiber) 강의 오른쪽 기슭에 솟아 있다. 영토는 대부분 구릉지이지만 강을 따라 넓은 평지가 있다. 평균 높이는 해발 약 86미터(282피트)이며, 최소 높이는 17미터(56피트), 최대 높이는 244미터(801피트)이다.

### 기후
기후는 온화하고 여름은 길고 건조하며 겨울은 일반적으로 온화하지만 비가 많이 온다. 테베레강과 가까우므로 습도가 높아진다.
연평균 기온은 4.9°C(40.8°F)이며, 8월은 평균 기온 25.2°C(77.4°F)로 연중 가장 더운 달이며, 가장 추운 달은 1월이며 평균 기온 5.6°C이다.
여름인 6월부터 9월 말까지 낮 기온은 31°C(88°F)에 도달하고 밤 기온은 약 15°C(59°F)에 이르며 폭염 중에는 낮 기온이 36°C까지 올라갈 수 있다.
연평균 강수량은 1,027mm(3.369피트)이며, 7월이 가장 건조한 달(28mm(0.092피트)이고 가장 습한 달(154mm(0.505피트))이다.